# Ипратропия бромид
Ипратропия бромид — антихолинергическое лекарственное средство, четвертичное производное атропина (бромид), содержащее при кватериизированном атоме азота тропанового гетероцикла изопропильный радикал. Является антихолинергическим препаратом, действующим преимущественно на холинорецепторы бронхов.
Ипратропия бромид входит в перечень жизненно необходимых и важнейших лекарственных препаратов.

## Фармакологическое действие
Бронходилатирующее средство, блокирует м-холинорецепторы гладкой мускулатуры трахеобронхиального дерева (преимущественно на уровне крупных и средних бронхов) и подавляет рефлекторную бронхоконстрикцию, уменьшает секрецию желез слизистой оболочки полости носа и бронхиальных желез. Имея структурное сходство с молекулой ацетилхолина, является его конкурентным антагонистом. Эффективно предупреждает сужение бронхов, возникающее в результате вдыхания сигаретного дыма, холодного воздуха, действия различных бронхоспазмирующих агентов, а также устраняет спазм бронхов, связанный с влиянием n.vagus. При ингаляционном применении практически не оказывает резорбтивного действия — для развития тахикардии необходимо вдыхание около 500 доз, при этом лишь 10 % достигает мелких бронхов и альвеол, а остальное оседает в глотке или полости рта и проглатывается. Бронходилатирующий эффект развивается через 5-15 мин, достигает максимума через 1-2 ч и продолжается до 6 ч (иногда — до 8 ч). Увеличивает частоту сердечных сокращений, улучшает AV проводимость.

## Фармакокинетика
Абсорбция — низкая. Выводится через кишечник (25 % — в неизмененной форме, остальная часть — в виде метаболитов). Будучи производным четвертичного азота, плохо растворяется в жирах и слабо проникает через биологические мембраны. В желудочно-кишечном тракте практически не абсорбируется и выводится с каловыми массами. Всосавшаяся часть (небольшая) метаболизируется в печени в 8 неактивных или слабоактивных антихолинергических метаболитов (выводятся почками). До 90 % ингалированной дозы проглатывается и выводится в неизмененном виде, преимущественно с калом. Не кумулирует. 

Биодоступность препарата при назначении внутрь — 5-10 %, при внутримышечном введении — 90 %. Период полуабсорбции — 20-30 мин и 5-8 мин соответственно. При внутривенном, внутримышечном и пероральном введении в дозе 10 мг Cmax в крови около 10, 60 и 5 нг/мл отмечается соответственно через 5-8, 15-20, 60-90 мин. При достижении концентрации в плазме 3 нг/мл проявляется бронхолитический эффект; при концентрации 10 мг/мл — увеличение частоты сердечных сокращений и улучшение AV проводимости. T½ при назначении внутрь — 3-4 ч.

## Показания
Хроническая обструктивная болезнь лёгких (с эмфиземой или без неё), бронхиальная астма (легкой и средней степени тяжести), особенно с сопутствующими заболеваниями сердечно-сосудистой системы. Бронхоспазм при хирургических операциях, на фоне «простудных» заболеваний. Пробы на обратимость бронхообструкции; для подготовки дыхательных путей перед введением в аэрозолях антибиотиков, муколитических лекарственных средств, ГКС, кромоглициевой кислоты. 

Синусовая брадикардия, обусловленная влиянием n.vagus, брадиаритмия, SA блокада, AV блокада II ст., мерцательная аритмия (брадисистолическая форма).

## Противопоказания

### Ингаляции
Гиперчувствительность, беременность (I триместр).

#### C осторожностью
Закрытоугольная глаукома, обструкция мочевыводящих путей (гиперплазия предстательной железы), детский возраст (до 6 лет — аэрозоль для ингаляций, до 5 лет — раствор для ингаляций).

### Инъекции, таблетки
Гиперчувствительность.

#### C осторожностью
Заболевания сердечно-сосудистой системы, при которых увеличение частоты сердечных сокращений может быть нежелательно: мерцательная аритмия, тахикардия, хроническая сердечная недостаточность, ишемическая болезнь сердца, митральный стеноз, артериальная гипертензия, острое кровотечение; тиреотоксикоз (возможно усиление тахикардии); повышенная температура тела (может еще повышаться вследствие подавления активности потовых желез); рефлюкс-эзофагит, грыжа пищеводного отверстия диафрагмы, сочетающаяся с рефлюкс-эзофагитом (снижение моторики пищевода и желудка и расслабление нижнего пищеводного сфинктера могут способствовать замедлению опорожнения желудка и усилению гастроэзофагеального рефлюкса через сфинктер с нарушенной функцией); заболевания желудочно-кишечного тракта, сопровождающиеся непроходимостью: ахалазия и стеноз привратника (возможно снижение моторики и тонуса, приводящее к непроходимости и задержке содержимого желудка); атония кишечника у больных пожилого возраста или ослабленных больных (возможно развитие непроходимости), паралитическая непроходимость кишечника; заболевания с повышенным внутриглазным давлением: закрытоугольная (мидриатический эффект, приводящий к повышению внутриглазного давления, может вызывать острый приступ) и открытоугольная глаукома (мидриатический эффект может вызывать некоторое повышение внутриглазного давления; может потребоваться коррекция терапии), возраст старше 40 лет (опасность проявления недиагностированной глаукомы); неспецифический язвенный колит (высокие дозы могут угнетать перистальтику кишечника, повышая вероятность паралитической непроходимости кишечника; кроме того, возможно проявление или обострение такого тяжелого осложнения, как токсический мегаколон); сухость во рту (длительное применение может вызывать дальнейшее усиление выраженности ксеростомии); печеночная недостаточность (снижение метаболизма) и почечная недостаточность (риск развития побочных эффектов вследствие снижения выведения); хронические заболевания лёгких, особенно у детей младшего возраста и ослабленных больных (уменьшение бронхиальной секреции может приводить к сгущению секрета и образованию пробок в бронхах); миастения (состояние может ухудшаться из-за ингибирования действия ацетилхолина); вегетативная (автономная) невропатия (задержка мочи и паралич аккомодации могут усиливаться), гипертрофия предстательной железы без обструкции мочевыводящих путей, задержка мочи или предрасположенность к ней или заболевания, сопровождающиеся обструкцией мочевыводящих путей (в том числе шейки мочевого пузыря вследствие гипертрофии предстательной железы); гестоз (возможно усиление артериальной гипертензии); повреждения мозга у детей (эффекты со стороны центральной нервной системы могут усиливаться);центральный паралич у детей (реакция на антихолинергические лекарственные средства может быть наиболее выражена), тахикардия (может усиливаться).

## Режим дозирования

### Дозированный аэрозоль
Взрослым и детям старше 6 лет — для профилактики дыхательной недостаточности при хронической обструктивной болезни лёгких и бронхиальной астме — по 0.4-0.6 мг (2-3 дозы) несколько раз в день (в среднем 3 раза), для лечения — можно проводить дополнительные ингаляции по 2-3 дозы аэрозоля. Детям до 12 лет при лечении астмы (в качестве вспомогательной терапии) — 18-36 мкг (1-2 ингаляции), при необходимости каждые 6-8 ч. Раствор для ингаляций: взрослым при бронхите, эмфиземе, хронической обструктивной болезни лёгких — 250—500 мкг 3-4 раза в день (каждые 6-8 ч); при астме — 500 мкг 3-4 раза в день (каждые 6-8 ч). Детям от 5 до 12 лет — 125—250 мкг по мере необходимости 3-4 раза в день.

### Инъекции и таблетки
Для внутривенного введения — начальная доза 500 мкг, для приема внутрь — 5-15 мг. После начального внутривенного введения через 4-6 ч переходят на прием внутрь, в средней дозе по 10-15 мг 2-3 раза в сутки.

## Побочные эффекты
Сухость во рту, головная боль, тошнота, повышение вязкости мокроты. Редко — тахикардия, сердцебиение, парез аккомодации, ослабление моторики желудочно-кишечного тракта, запоры, задержка мочи, кашель, парадоксальный бронхоспазм. При попадании в глаза — мидриаз, парез аккомодации, повышение внутриглазного давления (у пациентов с закрытоугольной глаукомой), боль в глазу. Аллергические реакции — кожная сыпь (включая крапивницу и мультиформную эритему), отёк языка, губ и лица, ларингоспазм и др. проявления анафилаксии. При применении интраназального аэрозоля — сухость и раздражение слизистой оболочки полости носа, аллергические реакции, редко — экстрасистолия.

### Передозировка
Симптомы: усиление антихолинергических реакций. Лечение: симптоматическое.

## Особые указания
Не рекомендуется для экстренного купирования приступа удушья (бронхолитический эффект развивается позднее, чем у бета-адреностимуляторов). 

Для таблеток и инъекций — в период лечения необходимо соблюдать осторожность при вождении автотранспорта и занятии др. потенциально опасными видами деятельности, требующими повышенной концентрации внимания и быстроты психомоторных реакций.

## Взаимодействие
Усиливает бронхолитический эффект бета-адреностимуляторов и производных ксантина (теофиллин). Антихолинергический эффект усиливается противопаркинсоническими лекарственными средствами, хинидином, трициклическими антидепрессантами. При одновременном применении с др. антихолинергическими лекарственными средствами — аддитивное действие.

## Комбинированные препараты, содержащие ипратропия бромид
Выпускаются комбинированные препараты (например беродуал), содержащие ипратропия бромид в сочетании с адреностимулирующим препаратом фенотеролом.